# Stephanos Lakapenos

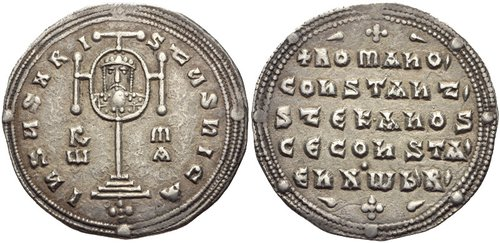
Miliaresion Romanos’ I. mit den Namen seiner Mitkaiser Konstantin VII., Stephanos Lakapenos und Konstantin Lakapenos auf dem Revers. Geprägt zwischen 931 und 944

Stephanos Lakapenos (auch Lekapenos, mittelgriechisch Στέφανος Λακαπηνός; * Ende 920/Anfang 921 in Konstantinopel; † 18. April 963 in Mithymna) war von 923/24 bis 945 byzantinischer Mitkaiser.

## Leben
Stephanos war der zweitälteste Sohn des Kaisers Romanos I. Lakapenos (920–944) und dessen zweiter Frau Theodora. Er hatte einen älteren Halbbruder, den Mitkaiser Christophoros, einen älteren Bruder, den späteren Patriarchen Theophylaktos, einen jüngeren Bruder, den Mitkaiser Konstantin, sowie einen jüngeren außerehelichen Halbbruder, den späteren Parakoimomenos Basileios. Seine ältere Schwester Helena Lakapene war seit 919 mit Konstantin VII. verheiratet, der im folgenden Jahr von seinem Schwiegervater als Hauptkaiser (Basileus) verdrängt wurde. Mit seiner Frau Anna Gabala hatte Stephanos einen Sohn namens Romanos.
Am 25. Dezember 923 (oder 924) wurde Stephanos noch als Kleinkind zusammen mit seinem Bruder Konstantin zum Mitkaiser (Symbasileus) gekrönt. Er nahm in der Hierarchie des Kaiserkollegiums hinter Romanos I., Konstantin VII. und Christophoros den vierten Rang ein; nach dessen Tod 931 rückte er an die dritte Position vor. Stephanos nahm an den Feierlichkeiten teil, die im Sommer 944 anlässlich der Überführung des Mandylions von Edessa nach Konstantinopel veranstaltet wurden.
Im Winter 944 zettelte Stephanos eine Verschwörung gegen seinen Vater Romanos an, der am 20. Dezember 944 entthront, auf die Insel Proti gebracht und zum Mönch geschoren wurde. Danach konnte sich allerdings Konstantin VII. als Hauptkaiser durchsetzen, der Stephanos und dessen jüngeren Bruder am 27. Januar 945 als Mitkaiser absetzte und auf die Prinzeninseln verbannte, wo sie gleichfalls ins Klerikergewand gesteckt wurden. Eine Verschwörung im Dezember 947 mit dem Ziel, Stephanos auf den Thron zu bringen, wurde rechtzeitig aufgedeckt. Stephanos wurde später nach Prokonnisos, dann nach Rhodos und zuletzt (nach 949) nach Mithymna auf Lesbos gebracht. Dort starb er am Ostersamstag 963; angeblich hatte ihn Theophanu, die Witwe Romanos’ II., vergiften lassen.